# 2001 HA59
2001 HA59 est un objet transneptunien faisant partie des cubewanos. 

## Caractéristiques
2001 HA59 mesure environ 221 km de diamètre.